# Bí thư Tỉnh ủy (Trung Quốc)
Bí thư Tỉnh ủy hay Bí thư Đảng ủy Đơn vị hành chính cấp Tỉnh (tiếng Trung: 中国共产党省级行政区委员会书记, Bính âm Hán ngữ: Zhōng Guó Gòngchǎn Dǎng Shěng jí Xíngzhèngqū Wěiyuánhuì Shūjì, Từ Hán – Việt: Trung Quốc Cộng sản Đảng Tỉnh cấp Hành chính khu Ủy viên Hội Bí thư) là vị trí cán bộ địa phương thuộc Cộng hòa Nhân dân Trung Hoa. Trung Quốc bao gồm 33 đơn vị hành chính địa phương, trong đó có 22 tỉnh, 04 thành phố trực thuộc trung ương, 05 khu tự trị, 02 đặc khu hành chính. Trung Quốc đại lục thường bao gồm 31 đơn vị hành chính (trừ 02 đặc khu hành chính). Tỉnh, thành phố trực thuộc trung ương, khu tự trị đều có Bí thư Tỉnh ủy, hai Đặc khu hành chính không có Bí thư Tỉnh ủy.
Đứng đầu đơn vị hành chính địa phương bao gồm Đảng bộ đơn vị hành chính và Chính phủ Nhân dân đơn vị hành chính. Người đứng đầu Đảng bộ đơn vị là Bí thư Đảng ủy đơn vị hành chính, gồm các vị trí tương đương là Bí thư Tỉnh ủy, Bí thư Thành ủy, Bí thư Khu ủy (gọi chung là Bí thư Tỉnh ủy). Người đứng đầu Chính phủ Nhân dân đơn vị hành chính bao gồm các vị trí tương đương là Tỉnh trưởng Chính phủ Nhân dân tỉnh, Thị trưởng Chính phủ Nhân dân thành phố trực thuộc trung ương, Chủ tịch Chính phủ Nhân dân khu tự trị (gọi chung là Tỉnh trưởng Chính phủ Nhân dân). Tại mỗi đơn vị hành chính cấp tỉnh của Trung Quốc, Bí thư là người đứng đầu, Tỉnh trưởng đứng vị trí thứ hai, đều giữ hàm Bộ trưởng. Bí thư Đơn vị hành chính cấp Tỉnh là lãnh đạo tối cao tỉnh, hiện tại đều là Ủy viên Ủy ban Trung ương Đảng Cộng sản Trung Quốc khóa XIX, có Bí thư là Ủy viên Bộ Chính trị Đảng Cộng sản Trung Quốc, Lãnh đạo cấp Phó Quốc gia.
Hiện tại, Bí thư Tỉnh ủy thường kiêm nhiệm vị trí Chủ tịch Ủy ban Thường vụ Đại hội Đại biểu Nhân dân đơn vị hành chính cấp tỉnh, Bí thư Quân ủy Đơn vị hành chính cấp tỉnh.

## Đơn vị hành chính cấp tỉnh Trung Quốc
Hiện tại, với 33 đơn vị hành chính cấp tỉnh tại Cộng hòa Nhân dân Trung Hoa, có 31 lãnh đạo cấp Bí thư Tỉnh ủy, bao gồm 22 Bí thư Tỉnh ủy, 04 Bí thư Thành ủy thành phố trực thuộc trung ương, 05 Bí thư Khu ủy Khu tự trị, cấp Bộ trưởng. 31 Bí thư Tỉnh ủy này là lãnh đạo tối cao của 31 đơn vị hành chính. Đối với hai đặc khu hành chính là Hồng Kông và Ma Cao, lãnh đạo trực tiếp là hai Trưởng quan hành chính Khu hành chính đặc biệt, không phải là Bí thư Tỉnh ủy. Với hai đặc khu hành chính này, Trung ương thành lập Ủy ban Công tác tại đặc khu hành chính, Quốc vụ viện thành lập Văn phòng Liên lạc Chính phủ Nhân dân trung ương tại hai đặc khu, lãnh đạo thường kiêm nhiệm vị trí Bí thư Ủy ban và Chủ nhiệm Văn phòng, tương ứng với Bí thư Tỉnh ủy.
| 1                                                                                              | An Huy                | 安徽                  | Ānhuī                 | Hợp Phì               | 12                  | Hồ Nam              | 湖南   | Húnán      | Trường Sa   |
| 2                                                                                              | Cam Túc               | 甘肃                  | Gānsù                 | Lan Châu              | 13                  | Liêu Ninh           | 辽宁   | Liáoníng   | Thẩm Dương  |
| 3                                                                                              | Cát Lâm               | 吉林                  | Jílín                 | Trường Xuân           | 14                  | Phúc Kiến           | 福建   | Fújiàn     | Phúc Châu   |
| 4                                                                                              | Chiết Giang           | 浙江                  | Zhèjiāng              | Hàng Châu             | 15                  | Quảng Đông          | 广东   | Guǎngdōng  | Quảng Châu  |
| 5                                                                                              | Giang Tô              | 江苏                  | Jiāngsū               | Nam Kinh              | 16                  | Quý Châu            | 贵州   | Guìzhōu    | Quý Dương   |
| 6                                                                                              | Giang Tây             | 江西                  | Jiāngxī               | Nam Xương             | 17                  | Sơn Đông            | 山东   | Shāndōng   | Tế Nam      |
| 7                                                                                              | Hà Bắc                | 河北                  | Héběi                 | Thạch Gia Trang       | 18                  | Sơn Tây             | 山西   | Shānxī     | Thái Nguyên |
| 8                                                                                              | Hà Nam                | 河南                  | Hénán                 | Trịnh Châu            | 19                  | Thanh Hải           | 青海   | Qīnghǎi    | Tây Ninh    |
| 9                                                                                              | Hải Nam               | 海南                  | Hǎinán                | Hải Khẩu              | 20                  | Thiểm Tây           | 陕西   | Shǎnxī     | Tây An      |
| 10                                                                                             | Hắc Long Giang        | 黑龙江                | Hēilóngjiāng          | Cáp Nhĩ Tân           | 21                  | Tứ Xuyên            | 四川   | Sìchuān    | Thành Đô    |
| 11                                                                                             | Hồ Bắc                | 湖北                  | Húběi                 | Vũ Hán                | 22                  | Vân Nam             | 云南   | Yúnnán     | Côn Minh    |
| Yêu sách Đài Loan (台湾/Táiwān) thành một tỉnh.                                                |                       |                       |                       |                       |                     |                     |        |            |             |
| Trực hạt thị (直轄市)                                                                          | Trực hạt thị (直轄市) | Tiếng                 | Bính âm               | Thủ đô Bắc Kinh       | Khu tự trị (自治区) | Khu tự trị (自治区) | Tiếng  | Bính âm    | Thủ phủ     |
| 1                                                                                              | Bắc Kinh              | 北京                  | Běijīng               | Thủ đô Bắc Kinh       | 1                   | Ninh Hạ             | 宁夏   | Níngxià    | Ngân Xuyên  |
| 2                                                                                              | Thiên Tân             | 天津                  | Tiānjīn               | Thủ đô Bắc Kinh       | 2                   | Nội Mông            | 内蒙古 | Nèi Měnggǔ | Hohhot      |
| 3                                                                                              | Thượng Hải            | 上海                  | Shànghǎi              | Thủ đô Bắc Kinh       | 3                   | Quảng Tây           | 广西   | Guǎngxī    | Nam Ninh    |
| 4                                                                                              | Trùng Khánh           | 重庆                  | Chóngqìng             | Thủ đô Bắc Kinh       | 4                   | Tân Cương           | 新疆   | Xīnjiāng   | Ürümqi      |
| Trực thuộc trung ương                                                                          | Trực thuộc trung ương | Trực thuộc trung ương | Trực thuộc trung ương | Trực thuộc trung ương | 5                   | Tây Tạng            | 西藏   | Xīzàng     | Lhasa       |
| Đặc khu (特区)                                                                                 | Đặc khu (特区)        | Tiếng                 | Bính âm               | Thời gian             | Đặc khu (特区)      | Đặc khu (特区)      | Tiếng  | Bính âm    | Thời gian   |
| 1                                                                                              | Hồng Kông             | 香港                  | Xiānggǎng             | Từ năm 1997           | 2                   | Ma Cao              | 澳門   | Àomén      | Từ năm 1999 |
| Trung Quốc có 22 tỉnh, bốn trực hạt thị, năm khu tự trị, tất cả 33 đơn vị hành chính cấp tỉnh. |                       |                       |                       |                       |                     |                     |        |            |             |

Bản đồ đơn vị hành chính Cộng hòa Nhân dân Trung Hoa:

## Danh sách Bí thư Tỉnh ủy Trung Quốc (2022 – 2027)
Ủy viên dự khuyết Ủy ban Trung ương Đảng Cộng sản Trung Quốc       Ủy viên Ủy ban Trung ương Đảng Cộng sản Trung Quốc       Ủy viên Bộ Chính trị Trung ương Đảng Cộng sản Trung Quốc
| STT | Đơn vị hành chính | Chức vụ                       | Họ tên           | Sinh           | Tộc/Giới       | Quê quán       | Nhiệm kỳ          | liên kết=      |  |
| Bí thư Tỉnh ủy                                                                                          | Bí thư Tỉnh ủy    | Bí thư Tỉnh ủy                | Bí thư Tỉnh ủy   | Bí thư Tỉnh ủy | Bí thư Tỉnh ủy | Bí thư Tỉnh ủy | Bí thư Tỉnh ủy    | Bí thư Tỉnh ủy |  |
| --- | ----------------- | ----------------------------- | ---------------- | -------------- | -------------- | -------------- | ----------------- | -------------- |  |
| 1 | An Huy            | Bí thư Tỉnh ủy An Huy         | Trịnh Sách Khiết | 1961           | Hán/Nam        | Phúc Kiến      | 09/2021 – 03/2023 |                |  |
| 1 | An Huy            | Bí thư Tỉnh ủy An Huy         | Hàn Tuấn         | 1963           | Hán/Nam        | Sơn Đông       | 03/2023 -         |                |  |
| 2 | Cam Túc           | Bí thư Tỉnh ủy Cam Túc        | Hồ Xương Thăng   | 1963           | Hán/Nam        | Giang Tây      | 12/2022 -         |                |  |
| 3 | Cát Lâm           | Bí thư Tỉnh ủy Cát Lâm        | Cảnh Tuấn Hải    | 1960           | Hán/Nam        | Nội Mông       | 11/2020 -         |                |  |
| 4 | Chiết Giang       | Bí thư Tỉnh ủy Chiết Giang    | Dịch Luyện Hồng  | 1959           | Hán/Nam        | Hồ Nam         | 12/2022 -         |                |  |
| 5 | Giang Tô          | Bí thư Tỉnh ủy Giang Tô       | Ngô Chính Long   | 1964           | Hán/Nam        | Giang Tô       | 10/2021 - 1/2023  |                |  |
| 5 | Giang Tô          | Bí thư Tỉnh ủy Giang Tô       | Tín Trường Tinh  | 1963           | Hán/Nam        | Sơn Đông       | 1/2023 -          |                |  |
| 6 | Giang Tây         | Bí thư Tỉnh ủy Giang Tây      | Doãn Hoằng       | 1963           | Hán/Nam        | Hồ Nam         | 12/2022 -         |                |  |
| 7 | Hà Bắc            | Bí thư Tỉnh ủy tỉnh Hà Bắc    | Nghê Nhạc Phong  | 1964           | Hán/Nam        | An Huy         | 04/2022 -         |                |  |
| 8 | Hà Nam            | Bí thư Tỉnh ủy Hà Nam         | Lâu Dương Sinh   | 1959           | Hán/Nam        | Chiết Giang    | 06/2021 -         |                |  |
| 9 | Hải Nam           | Bí thư Tỉnh ủy Hải Nam        | Thẩm Hiểu Minh   | 1963           | Hán/Nam        | Chiết Giang    | 12/2020 - 03/2023 |                |  |
| 9 | Hải Nam           | Bí thư Tỉnh ủy Hải Nam        | Phùng Phi        | 1962           | Hán/Nam        | Giang Tây      | 03/2023 -         |                |  |
| 10 | Hắc Long Giang    | Bí thư Tỉnh ủy Hắc Long Giang | Hứa Cần          | 1961           | Hán/Nam        | Giang Tô       | 10/2021 -         |                |  |
| 11 | Hồ Bắc            | Bí thư Tỉnh ủy Hồ Bắc         | Vương Mông Huy   | 1960           | Hán/Nam        | Giang Tô       | 03/2022 -         |                |  |
| 12 | Hồ Nam            | Bí thư Tỉnh ủy Hồ Nam         | Trương Khánh Vĩ  | 1961           | Hán/Nam        | Cát Lâm        | 10/2021 - 03/2023 |                |  |
| 12 | Hồ Nam            | Bí thư Tỉnh ủy Hồ Nam         | Thẩm Hiểu Minh   | 1963           | Hán/Nam        | Chiết Giang    | 12/2020 - 03/2023 |                |  |
| 13 | Liêu Ninh         | Bí thư Tỉnh ủy Liêu Ninh      | Hác Bằng         | 1960           | Hán/Nam        | Thiểm Tây      | 11/2022 -         |                |  |
| 14 | Phúc Kiến         | Bí thư Tỉnh ủy Phúc Kiến      | Chu Tổ Dực       | 1965           | Hán/Nam        | Chiết Giang    | 11/2022 -         |                |  |
| 15 | Quảng Đông        | Bí thư Tỉnh ủy Quảng Đông     | Hoàng Khôn Minh  | 1956           | Hán/Nam        | Phúc Kiến      | 10/2022 -         |                |  |
| 16 | Quý Châu          | Bí thư Tỉnh ủy Quý Châu       | Từ Lân           | 1963           | Hán/Nam        | Thượng Hải     | 12/2022 -         |                |  |
| 17 | Sơn Đông          | Bí thư Tỉnh ủy Sơn Đông       | Lâm Vũ           | 1962           | Hán/Nam        | Phúc Kiến      | 12/2022 -         |                |  |
| 18 | Sơn Tây           | Bí thư Tỉnh ủy Sơn Tây        | Lam Phật An      | 1962           | Hán/Nam        | Quảng Đông     | 12/2022 – 10/2023 |                |  |
| 18 | Sơn Tây           | Bí thư Tỉnh ủy Sơn Tây        | Đường Đăng Kiệt  | 1964           | Hán/Nam        | Giang Tô       | 10/2023 -         |                |  |
| 19 | Thanh Hải         | Bí thư Tỉnh ủy Thanh Hải      | Tín Trường Tinh  | 1963           | Hán/Nam        | Sơn Đông       | 03/2022 - 01/2023 |                |  |
| 19 | Thanh Hải         | Bí thư Tỉnh ủy Thanh Hải      | Trần Cương       | 1965           | Hán/Nam        | Giang Tô       | 01/2023 -         |                |  |
| 20 | Thiểm Tây         | Bí thư Tỉnh ủy Thiểm Tây      | Triệu Nhất Đức   | 1965           | Hán/Nam        | Chiết Giang    | 11/2022 -         |                |  |
| 21 | Tứ Xuyên          | Bí thư Tỉnh ủy Tứ Xuyên       | Vương Hiểu Huy   | 1962           | Hán/Nam        | Cát Lâm        | 04/2022 -         |                |  |
| 22 | Vân Nam           | Bí thư Tỉnh ủy Vân Nam        | Vương Ninh       | 1961           | Hán/Nam        | Hồ Nam         | 10/2021 -         |                |  |
| Bí thư Thành ủy thành phố trực thuộc trung ương                                                         |                   |                               |                  |                |                |                |                   |                |  |
| 1 | Bắc Kinh          | Bí thư Thành ủy Bắc Kinh      | Doãn Lực         | 1962           | Hán/Nam        | Sơn Đông       | 11/2022 -         |                |  |
| 2 | Thiên Tân         | Bí thư Thành ủy Thiên Tân     | Trần Mẫn Nhĩ     | 1960           | Hán/Nam        | Chiết Giang    | 12/2022 -         |                |  |
| 3 | Thượng Hải        | Bí thư Thành ủy Thượng Hải    | Trần Cát Ninh    | 1964           | Hán/Nam        | Liêu Ninh      | 10/2022 -         |                |  |
| 4 | Trùng Khánh       | Bí thư Thành ủy Trùng Khánh   | Viên Gia Quân    | 1962           | Hán/Nam        | Cát Lâm        | 12/2022 -         |                |  |
| Bí thư Khu ủy Khu tự trị                                                                                |                   |                               |                  |                |                |                |                   |                |  |
| 1 | Ninh Hạ           | Bí thư Khu ủy Ninh Hạ         | Lương Ngôn Thuận | 1962           | Hán/Nam        | Sơn Đông       | 03/2022 -         |                |  |
| 2 | Nội Mông          | Bí thư Khu ủy Nội Mông Cổ     | Tôn Thiệu Sính   | 1960           | Hán/Nam        | Sơn Đông       | 4/2022 -          |                |  |
| 3 | Quảng Tây         | Bí thư Khu ủy Quảng Tây       | Lưu Ninh         | 1962           | Hán/Nam        | Cát Lâm        | 10/2021 -         |                |  |
| 4 | Tân Cương         | Bí thư Khu ủy Tân Cương       | Mã Hưng Thụy     | 1955           | Hán/Nam        | Hắc Long Giang | 12/2021 -         |                |  |
| 5 | Tây Tạng          | Bí thư Khu ủy Tây Tạng        | Vương Quân Chính | 1963           | Hán/Nam        | Sơn Đông       | 10/2021 -         |                |  |
| Bí thư Ủy ban Trung ương Công tác đặc khu và Chủ nhiệm Văn phòng Liên lạc Chính phủ Nhân dân trung ương |                   |                               |                  |                |                |                |                   |                |  |
| 1 | Hồng Kông         | Bí thư Công tác Hồng Kông     | Trịnh Nhạn Hùng  | 1963           | Hán/Nam        | Quảng Đông     | 01/2023 -         |                |  |
| 1 | Hồng Kông         | Chủ nhiệm Văn phòng Hồng Kông | Trịnh Nhạn Hùng  | 1963           | Hán/Nam        | Quảng Đông     | 01/2023 -         |                |  |
| 2 | Ma Cao            | Bí thư Công tác Ma Cao        | Trịnh Tân Thông  | 1963           | Hán/Nam        | Phúc Kiến      | 05/2022 -         |                |  |
| 2 | Ma Cao            | Chủ nhiệm Văn phòng Ma Cao    | Trịnh Tân Thông  | 1963           | Hán/Nam        | Phúc Kiến      | 05/2022 -         |                |  |

## Lịch sử Bí thư Thành ủy thành phố trực thuộc trung ương
=== Bắc Kinh === Tập Cận Bình